# SOS (Rihanna-dal)
Az SOS egy dance pop dal, amit Evan "Kidd" Bogart és J. R. Rotem írt a barbadosi R&B énekesnőnek, Rihanna-nak a 2006-os A Girl Like Me című albumára. Az alap mintája egy 1981-es Soft Cell számból a Tainted Love-ból van, ami Ed Cobb írt.
Az SOS volt az album első kislemeze. A dal elérte az első helyet Ausztráliában és az USA-ba, ezen kívül még több országban is bekerült a top5-be, például Kanadában, Németországba és az Egyesült Királyságban.

## Írás és felvételek
Az SOS-t J. R. Rotem és Evan "Kidd" Bogart (a Casablanca Records alapítójának Neil Bogartnak a fia) írták Christina Milian amerikai R&B énekesnő harmadik albumára, a So Amazin de ő visszautasított és így az Island Def Jam igazgatója L.A. Reid felajánlotta Rihanna-nak.
A "You got me tossin' and turnin' and I can't sleep at night" sor a refrénben utal az eredeti 1964-es Ed Cobb dalra a Tainted Love-ra ("And I've lost my light for I toss and turn - I can't sleep at night"). A "Just hold me close boy cos I'm your tiny dancer" sor egy 1971-es Elton John dalra, a "Tiny Dancerre" utal. Az SOS dallamának haragszerű felépítesé a Tainted Love 1981-es verziójában van, amit akkor a Soft Cell együttes dolgozott fel.
Az SOS hivatalos remixét Jason Nevins, amerikai Dj készített, aki már készített remixet olyan neves előadóknak mint Madonna, a Fall Out Boy, a Good Charlotte, Kelly Clarkson, LL Cool J vagy Pink. A dalt felhangzott a True Confessions of a Hollywood Starlet című filmben.

## Slágerlistás szereplés
Az "SOS" az USA-ban első lett a Billboard Hot 100-as, Pop 100-as, Hot Dance Music/Club Play, Hot Dance Airplay, Hot Digital Songs és Hot Digital Tracks slágerlistákon a Pop 100 Airplay listán pedig 2. lett. Az album megjelenése után a dal megjelent digitálisan letölthető formában, melynek eredményeként a dal a Hot 100-as listán a 34. helyről ugrott az első helyre, ezzel végrehajtva minden idők egyik legnagyobb number1 ugrását az USA-ban. A kislemezs 3 hétig vezette a Billboard Hot 100-as listát. A nagy ugrás oka az volt hogy az album megjelenéséig távol tartották a dalt a legnagyobb letöltő oldalaktól, hogy ezzel is növeljék az albumeladás mértékét.

## Videóklip
Az SOS-nek 3 videóklipet készítettek. Az egyiket az Agent Provocateur reklámozására, amiben Rihannna besétál egy hotelba, ami egy nightclubba vezet. A másik promóciós klip a NIKE részére készült, és egy tornateremben rendezett táncversenyről szól. Az eredeti videóklip premierje 2006 március 23-án volt az MTV Total Request Live című műsorában. Az eredeti klipet Chris Applebaum rendezte.

## Számlista és formátumok
Kanadai/Amerikai Maxi CD
1. "SOS" [Radio Edit]
2. "SOS" [Nevin's Electrotek Club Mix]
3. "Break It Off" (közreműködik Sean Paul)
4. "SOS" (CD-ROM Video)

UK kislemez
1. "SOS" [Radio Edit]
2. "SOS" [Nevin's Glam Club Mix]

Európai/Ausztrál Verzió
1. "SOS"
2. "Let Me"

Nevin's Electrotek Single
1. "SOS" [Nevin's Electrotek Edit]

UK 12" vinyl single
A oldal
1. Radio Edit
2. Instrumental

B oldal
1. Remix

## Slágerlistás helyezések
| Slágerlista (2006)                | Legmagasabb helyezés |
| --------------------------------- | -------------------- |
| Ausztrál ARIA kislemez lista      | 1                    |
| Osztrák kislemez lista            | 4                    |
| Belga kislemez lista              | 2                    |
| Kanadai kislemez lista            | 2                    |
| Holland Top 40                    | 6                    |
| Finn kislemez lista               | 3                    |
| Francia kislemez lista            | 1                    |
| Görög Top 40                      | 5                    |
| Német kislemez lista              | 2                    |
| Ír kislemez lista                 | 3                    |
| Olasz FIMI kislemez lista         | 7                    |
| Új-Zélandi RIANZ kislemez lista   | 3                    |
| Norvég kislemez lista             | 3                    |
| Svéd kislemez lista               | 12                   |
| Svájci kislemez lista             | 3                    |
| UK kislemez lista                 | 2                    |
| USA Billboard Hot 100             | 1                    |
| USA Billboard Hot Dance Club Play | 1                    |
| USA Billboard Pop 100             | 1                    |